# میلوراد یانکوویچ
میلوراد یانکوویچ (انگلیسی: Milorad Janković؛ ۱۰ اوت ۱۹۴۰ – ۲۴ دسامبر ۲۰۲۰) بازیکن فوتبال اهل یوگسلاوی بود.
از باشگاه‌هایی که در آن بازی کرده‌است می‌توان به باشگاه فوتبال رادنیشکی نیش اشاره کرد.
وی همچنین در تیم ملی فوتبال یوگسلاوی بازی کرده‌است.